# Грин-Ран
«Green Run» — секретное высвобождение правительством США радиоактивных продуктов деления 2-3 декабря 1949 года на заводе по производству плутония в Хэнфордском комплексе, расположенном в восточной части штата Вашингтон. Выброшенные в то время радиоизотопы должны были быть обнаружены разведкой ВВС США. Запросы к правительству США в соответствии с Законом о свободе информации (FOIA) раскрыли некоторые детали эксперимента. Источники указывают на выделение от 5 500 до 12 000 кюри (от 200 до 440 ТБк) йода-131, и ещё большее количество ксенона-133. Радиация распространилась по густонаселённым районам и вызвала прекращение преднамеренных радиоактивных выбросов в Хэнфорде до 1962 года, когда начались новые эксперименты.
В документах, выпущенных по запросу FOIA, содержатся некоторые указания на то, что многие другие тесты проводились в 1940-х годах до «Green Run», хотя «Green Run» был особенно крупным тестом. Данные свидетельствуют о том, что фильтры для удаления йода были отключены во время «Green Run».

## Устная история
Карл С. Гамертсфельдер, доктор философии, описал свои воспоминания о причинах «Green Run», объяснив это намерением ВВС отслеживать советские выбросы радиоактивных веществ.

Херб Паркер позвонил мне и попросил меня и группы, которыми я руководил, сотрудничать с ВВС в проведении эксперимента, который стал известен как Green Run… И мы не рекомендовали, мы бы не рекомендовали, чтобы они его использовали. Мы сказали им это. Они всё равно хотели запускать, и они запустили.
Оригинальный текст (англ.)Herb Parker called me to request that I, and the groups that I supervised, cooperate with the Air Force in the conduct of an experiment which became known as the Green Run ... And we didn't recommend, we wouldn't have recommended, that they operate it. We told them that. They wanted to run anyway, and they did run.